# 녹신동
녹신동(碌新洞)은 대한민국 서울특별시의 폐지된 행정동이다. 1955년 4월 18일에 녹번동 지역과 역촌동, 응암동, 신사동 지역을 관할하여 설치되었고, 1964년 10월 29일 녹신제1동과 녹신제2동으로 분동되었다. 1970년 5월 5일 관할 법정동과 행정동명을 일치시키면서 녹번동으로 통합되었다.

## 같이 보기
- 녹번동
- 역촌동
- 응암동
- 신사동